# Piula de Malindi
La piula de Malindi (Anthus melindae) és un ocell de la família dels motacíl·lids (Motacillidae).

## Hàbitat i distribució
Habita zones àrides a les àrees costaneres des del sud-est de Somàlia cap al sud fins al sud-est de Kenya.